# Bentley Brooklands
Bentley Brooklands — два разных автомобиля класса люкс, выпускавшийся  британской компанией Bentley Motors. Названы в честь знаменитого в довоенное время английского гоночного кольца, сейчас превращённого в музей.
Пятидверный седан производился с 1992 по 1998 год. В 2007 году название было возвращено в линейку моделей, но теперь это было двухдверное купе. Оснащённый самым мощным в истории компании восьмицилиндровым двигателем, этот автомобиль был способен разгоняться почти до 300 км/ч.